# Федосова (Свердловская область)
Федосова — деревня в Алапаевском районе Свердловской области России. Входит в муниципальное образование Алапаевское, управляется Костинским территориальным управлением.

## География
Деревня Федосова располагается на правом берегу реки Реж, в 33 километрах на восток от города Алапаевска.

### Часовой пояс
Федосова, как и вся Свердловская область, находится в часовой зоне МСК+2. Смещение применяемого времени относительно UTC составляет +5:00.

## Население
| 2002 | 2010 |
| ---- | ---- |
| 15   | ↘6   |

## Инфраструктура
В деревне Федосовой всего одна улица — Полевая.

### Культовые сооружения
- Часовня
- Церковь Илии Пророка